# كأس العالم لكرة الطائرة للسيدات 1991
كأس العالم لكرة الطائرة للسيدات 1991 هو الموسم 6 من  كأس العالم لكرة الطائرة للسيدات ‏. أشرف على تنظيمه الاتحاد الدولي للكرة الطائرة، وكان عدد الأندية المشاركة فيه  12، وفاز فيه منتخب كوبا الوطني لكرة الطائرة للنساء.